# Henry Smart (Organist)
Henry Thomas Smart (* 25. Oktober 1813 in London; † 6. Juli 1879 ebenda) war ein englischer Organist und Komponist.

## Leben
Der Sohn des Geigers Henry Smart und Neffe des Dirigenten Sir George Smart studierte zunächst Jura, bevor er sich ganz der Musik zuwandte. Aufbauend auf den Unterricht, den er als Kind bei seinem Vater hatte, bildete er sich autodidaktisch als Musiker aus und wurde bald ein beachteter Organist.
1831 wurde er Organist an der Parish Church in Blackburn, Lancashire, wo auch seine erste bedeutende Komposition, ein Reformation Anthem, entstand. Er hatte dann Organistenstellen in London an St. Philip’s in der Regent Street (1838–1839), an St. Luke’s in der Old Street (1844–1864) und an der St. Pancras Church (1865–1879) inne. 1851 war er einer von fünf Organisten, die zu Auftritten bei der Great Exhibition eingeladen wurden.
Smart komponierte Choräle und Orgelstücke, Lieder, Duette und Trios, Kantaten und ein Oratorium. Seine Oper Bertha wurde 1855 mit Erfolg am Theatre Royal Haymarket aufgeführt. Er gab mehrere Bände mit Choral- und Psalmvertonungen heraus, komponierte Stücke für die Hymns Ancient and Modern (1861) und Psalms and Hymns (1867) und entwarf die Orgeln für die Town Hall von Leeds (1858) und die St. Andrew’s Hall in Glasgow (1877).
Die meisten seiner Orgelwerke entstanden in seiner Zeit als Organist an St. Pancras. Die Orgel in dieser Londoner Kirche hatte bereits ein nach deutschem Vorbild mit Registern in allen üblichen Fußtonlagen voll ausgestattetes Pedal und inspirierte Smart zu vielen Kompositionen mit eigenständigen Pedalpassagen.
Außerdem verfasste er Musikkritiken für die Zeitschrift Atlas. In seinen letzten Lebensjahren war Smart blind. In dieser Zeit diktierte er seine Kompositionen seiner Tochter Ellen, die mit Joseph Joachims Bruder Heinrich (Henry) verheiratet war.

## Veröffentlichungen
- Chorale Book, 1856
- Psalms and Hymns for Divine Worship, 1867
- The Presbyterian Hymnal, 1875